# Allure
«Allure» — американський щомісячний журнал для жінок, який видається компанією Condé Nast. Був заснований в 1991 Ліндою Веллс, яка була головним редактором до 2015. Кожного року в жовтні журнал проводить церемонію нагородження Best of Beauty, котра вибирає найкращі щорічні продукції для краси.

## Історія
В 1990 голова компанії Condé Nast С. І. Ньюхаус молодший та директоро редагувань Александр Ліберман запропонували Лінді Веллс розробити концепцію нового журналу про красу. На той час Велл була редактором по тематикам краси та харчування в журналі «The New York Times».
Прототип журналу був повністю перероблений до призначеної дати виходу (включаючи логотип), опісля чого дебютував у березні 1991 року. Першочергово мав більший за стандартний фізичний формат, що перешкоджало положенню на полицях магазинів та коректному розположенню реклами в ньому. Після чотирьох випусків, «Allure» перейшов на стандартний формат глянцевих журналів.

## Вплив
«Allure» сконцентрований на красі, моді та жіночому здоров'ї. Був першим журналом, який написав про ризик пов'язаний із використанням силіконових грудних імплантантів, та докладав про інші дискусійні питання про здоров'я.
В 1991 обсяг журналу становив 250,000 копій; в 2011 обсяг перейшов 1 мільйон копій.
Багато письменників внесли свій вклад до журналу. Серед них був Артур Міллер, Джон Апдайк, Джумпа Лахірі, Майкл Шабон, Кетрін Харрісон, Френк Маккурт, Ізабель Альєнде, Франсин дю Плессі Грей. Есе Елізабет Ґілберт «The Road to Rapture», котре було опубліковане в «Allure» в 2003, стало попередником до її мемуарів та книги «Їсти, молитися, кохати». Серед фотографів були Майкл Томпсон, Маріо Тестіно, Патрік Демаршельє, Тіна Барні, Марелін Мінтер, Картер Сміт, Стівен Кляйн, Стівен Майзель, Хелмет Ньютон. На обкладинках журналу опинялися Вікторія Бекхем, Ферджі, Брітні Спірс, Джесіка Сімпсон, Ліндсей Логан, Єва Лонгорія, Гвінет Пелтроу, Тейлор Свіфт, Кейт Хадсон, Дженніфер Гарнер, Крістіна Агілера, Кеті Холмс, Гіларі Дафф, Бейонсе, Ріанна, Джулія Робертс, Анджеліна Джолі, Демі Ловато, Дженніфер Еністон, Дженніфер Лопез, Ная Рівера, Мері-Кейт та Ешлі Олсен, Мері-Кейт та Ешлі Олсен і Гвен Стефані.

## Best of Beauty Awards
Церемонія нагородження Best of Beauty Awards було створено за ініціативою Лінди Веллс, аби допомогти читачам обирати якісну косметику, креми та продукти для волосся серед різноманіття товарів на ринку. Існувало дві нагороди: першу визначали редактори журналу, другу призначали читачі. На багатьох продукціях, які здобули нагороду почали публікувати маркування під назвою «знак переможця». Аби запевнитися, що судження мають нейтральне підґрунтя, до процесу відбору не залучений департамент рекламування журналу.
В 2010 «Allure» розробив додаток для iPhone, котре підкреслює продукцію-переможців та показує користувачам, де її можна придбати, базуючись на їх місцю перебуванні.